# I lejonets tecken (film, 1959)
I lejonets tecken (originaltitel Le Signe du Lion) är en fransk film från 1959 som regisserades av Éric Rohmer.